# 蘇松
蘇松（1528年—？年），字真卿，號皛山，四川順慶府廣安州人，民籍。

## 生平
六月十九日生，行一，治《易經》，由州學生中式乙卯科（1555年）四川鄉試第三十五名舉人，嘉靖三十五年（1556年）丙辰科會試第二百五十九名，年三十二歲中式三十八年（1559年）己未科廷试第三甲第六十九名進士。刑部观政，授湖广麻城县知县，四十三年復除直隶长垣县，四十四年升户部主事，隆慶二年（1568年）升员外、升户部署郎中，三年正月升雲南按察司佥事，六年闰二月代郭天禄为浙江布政司左参议。

## 家族
曾祖蘇盛；祖蘇賢；父蘇宗哲，生员贈户部员外郎；母辛氏，贈宜人；繼母談氏，封太宜人。具慶下，妻鄭氏，繼妻石氏；弟栢；橋。